# بوب فيرغسون (لاعب كرة قدم أمريكية)
بوب فيرغسون (بالإنجليزية: Bob Ferguson)‏ هو لاعب كرة قدم أمريكية أمريكي، ولد في 29 أغسطس 1939 في تروي في الولايات المتحدة، وتوفي في 30 ديسمبر 2004 في كولومبوس في الولايات المتحدة بسبب السكري.

## وصلات خارجية
- بوب فيرغسون على موقع مرجع كرة القدم المحترفة.كوم (الإنجليزية)